# Metanocticola christmasensis
Metanocticola christmasensis är en kackerlacksart som beskrevs av Roth, L. M. 1999. Metanocticola christmasensis ingår i släktet Metanocticola och familjen Nocticolidae. Inga underarter finns listade i Catalogue of Life.